# هادي أحمد
هادي أحمد هو لاعب كرة قدم  عراقي ، من مواليد الاصمعي الجديد سنة 1953في محافظة البصرة ، ويعد من الأسماء البارزة في تاريخ كرة القدم في بلاده. شغل مركز خط الوسط، ومثل منتخب العراق العسكري عام 1973. في عام 1975 انضم إلى صفوف منتخب العراق لكرة القدم، واعتزل اللعب الدولي عام 1982، وفي عام 1985 اعتزل اللعب على المستوى المحلي.
لعب هادي أحمد 65 مباراة دولية وسجل أول هدف للعراق في تاريخ مشاركاته الأولمبية في دورة الألعاب الأولمبية في موسكو عام 1980م.

## كأس الخليج 1979
و قد سجل هدف في مرمى منتخب الكويت لكرة القدم، وقد سجل هدف في مرمى منتخب الإمارات لكرة القدم، وحصل على لقب أفضل لاعب في كأس الخليج العربي لكرة القدم 1979.
حصل نادي الميناء البصري في عهده على كأس الدوري العراقي للمرة الوحيدة في موسم 1977-1978 م. تم سجنه من قبل عدي صدام حسين وقرر الابتعاد عن الوطن وبدأ بتدريب نادي سترة البحريني، وقبل تلك الحادثة عمل مدربا لنادي نفط الجنوب في البصرة(الدرجة الثالثة) وعمل مدربا لنادي الميناء أعوام 1995 ـ 1996 و2001. يشغل حاليا منصب رئيس الهيئة الإدارية لنادي الميناء.

## روابط خارجية
- هادي أحمد على موقع الاتحاد الدولي (مؤرشف)  (الإنجليزية)
- هادي أحمد على موقع عالم كرة القدم.نت (الإنجليزية)
- هادي أحمد على موقع أوليمبيديا (الإنجليزية)